# مدارس أكسفورد
مدارس اكسفورد هي مدرسة خاصة دولية إنجليزية وعربية الموطن وهي مدرسة متوسطة مشتركة للتعليم الخاص. تقع في عمان، الأردن. تقدم برامج ومناهج دراسية بريطانية وأمريكية لطلابها.

## وصلات خارجية
- الموقع الرسمي